# Saint-Clair-sur-les-Monts
Saint-Clair-sur-les-Monts település Franciaországban, Seine-Maritime megyében. Lakosainak száma 646 fő (2022. január 1.). Saint-Clair-sur-les-Monts Croix-Mare, Écalles-Alix, Touffreville-la-Corbeline és Yvetot községekkel határos.

## Népesség
A település népessége az elmúlt években az alábbi módon változott:
| Lakosok száma | 627  | 611  | 623  | 591  | 600  | 606  | 611  | 614  | 646  |
|               | 2013 | 2015 | 2016 | 2017 | 2018 | 2019 | 2020 | 2021 | 2022 |